# Poslanica Kološanima
Poslanica Kološanima je jedna od knjiga Novoga zavjeta i Biblije. Tradicionalno se smatra, da je knjigu napisao apostol Pavao, jer započinje riječima: "Pavao, po volji Božjoj apostol Krista Isusa, i brat Timotej: Kološanima, svetoj i vjernoj braći u Kristu (Kol 1,1-2)". Biblijska kratica knjige je Kol.
Kršćani prvih stoljeća smatrali su, da je poslanicu napisao apostol Pavao. Tek se u posljednjih 200 godina javljaju sumnje, da nije, jer se poslanica razlikuje od ostalih po stilu i izboru riječi. Moguće je, da je poslanicu napisao anonimni kršćanin školovan u duhu Pavlova nauka. Branitelji Pavlova autorstva ističu sličnosti s Poslanicom Filemonu, za koju se zna, da je autor Pavao.
Poslanica je namijenjena Kološanima, kršćanskoj zajednici u frigijskom gradu Kolosi, blizu grada Efeza u Maloj Aziji (danas u pokrajini Anatoliji u Turskoj). Zajednicu su zaveli krivi učitelji, koji su smatrali, da bi Evanđelje trebalo upotpuniti i poganskim običajima poput štovanja zvijezda i pridržavanja propisa o prehrani tijekom određenih blagdana. Kako bi spriječio praznovjerja, apostol Pavao piše Kološanima tijekom prvoga zatočeništva u Rimu između 57. i 62. godine.
Poslanica se sastoji od četiri poglavlja i dva dijela, prvi je dogmatski (doktrinalni), a u drugom su poticaji. U oba se suprotstavlja lažnim učenjima. U dogmatskom dijelu objašnjava, kako nema potrebe obožavati nikoga i ništa osim Isusa Krista (Boga), jer je superioran svim stvorenjima i stvarima: "Ta u njemu je sve stvoreno na nebesima i na zemlji, vidljivo i nevidljivo, bilo Prijestolja, bilo Gospodstva, bilo Vrhovništva, bilo Vlasti – sve je po njemu i za njega stvoreno: on je prije svega i sve stoji u njemu (Kol 1,16-17)". Isus je Glava Crkve i Gospodar anđela. Pavao se protivi poganskim propisima o jelu i piću u vezi blagdana, samozvanom bogoštovlju, trapljenju tijela: "Neka vas dakle nitko ne sudi po jelu ili po piću, po blagdanima, mlađacima ili subotama (Kol 2,16)." Pavao do tada nije boravio kod njih, tijelom je nenazočan, ali je duhom ipak s njima (Kol 2,5). Osim protivljenja lošim pojavama, Pavao je radostan zbog njihove vjere.
U drugom dijelu poslanice, Pavao ih potiče na uzoran kršćanski život, ljubav, mir, opraštanje i daje im savjete. Poručuje im, da teže za nebeskim, a ne za zemaljskim. Odvraća ih od idolopoklonstva, bludnosti, nasilja, prostota i sl. Više nisu bitne razlike, nego su svi jedno u Kristu: "Tu više nema: Grk – Židov, obrezanje – neobrezanje, barbar – Skit, rob – slobodnjak, nego sve i u svima – Krist (Kol 3,11)." Time upućuje na neprihvatljivost robovlasništva. Piše o ljubavi i poštovanju unutar obitelji. 
Na kraju poslanice su obavijesti i pozdravi. Spominje svoje suradnike, među kojima je i njihov zemljak Epafra, za kojega svjedoči da se mnogo zalaže i trudi. Poslat će im Tihika i Onezima, koji je također njihov zemljak. 